# Ampulex laevigata
Ampulex laevigata är en  stekelart som beskrevs av Kohl 1893. Ampulex laevigata ingår i släktet Ampulex och familjen Ampulicidae. Inga underarter finns listade i Catalogue of Life.